# Tokyo Metropolitan Teien Art Museum

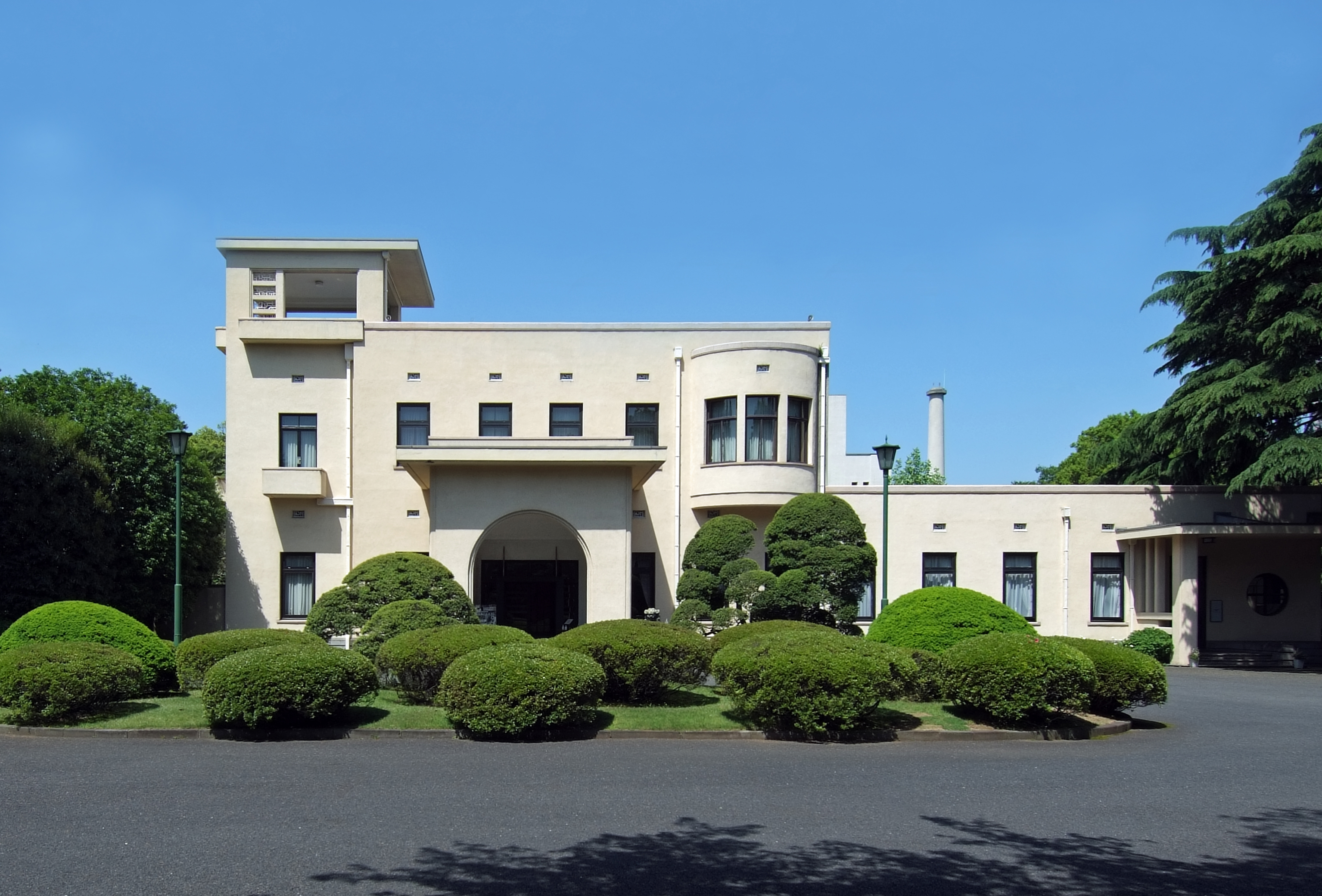
Tokyo Metropolitan Teien Art Museum (Front = Schmalseite)

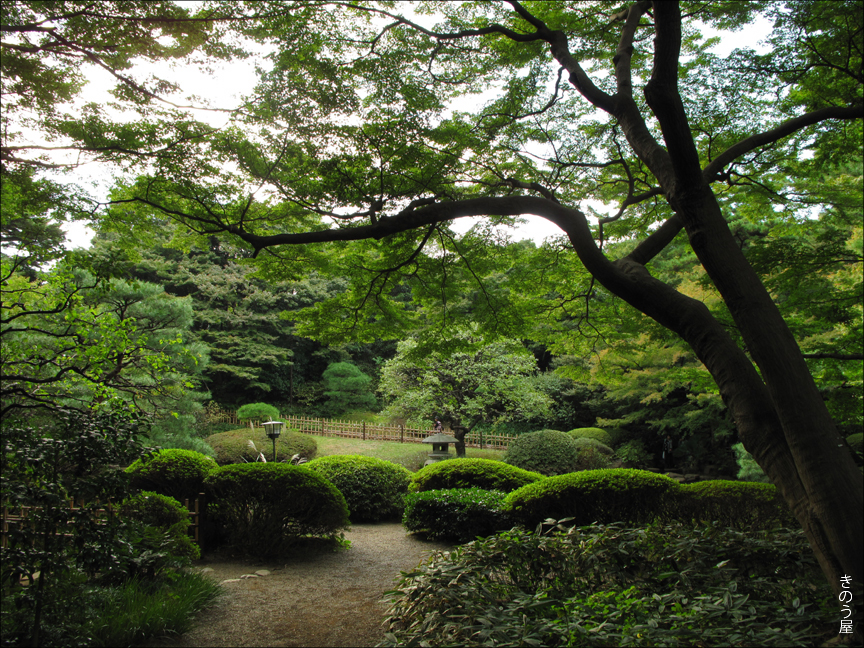
Teil des Gartens

Das Tokyo Metropolitan Teien Art Museum (jap. 東京都庭園美術館, Tōkyō-to Teien Bijutsukan) ist ein städtisches Kunstmuseum im Tokioter Stadtbezirk Minato.
Das Gebäude wurde 1933 vom Kaiserlichen Hofamt als Residenz (2100,47 m²) von Prinz Asaka Yasuhiko im Art-déco-Stil  erbaut. Die dazu passende Inneneinrichtung stammt  von den französischen Designern  Henri Rapin, Ivan-Léon Blanchot sowie René Lalique.
1947 schied der Prinz und seine Linie in Folge einer Neuordnung des Kaiserhauses aus diesem aus, die Anlage fiel an den Staat. Von 1947 bis 1950 wurde sie als offiziell als Residenz des Außenministers geführt, in der Praxis aber auch von Premierministers Yoshida genutzt. Dann wurde die Anlage an die Seibu-Eisenbahngesellschaft verkauft, die sie für die Regierung als Staatsgästehaus betrieb. 1981 kaufte Tokio die Anlage und eröffnete das Haus am 1. Oktober 1983 als eine Art Kunstmuseum, als Gesamtkunstwerk des Art déco. Dazu finden kleinere Ausstellungen statt, die zum Stil des Hauses passen. Der große Garten enthält neben Rasenflächen einen japanischen und einen westlich gestalteten Teil.
Nördlich und östlich ist das Museumsgelände vom Nationalpark für Naturstudien umgeben.